# 4584 Акан
4584 Акан (1990 FA, 1951 WA1, 1971 BR, 1979 VB2, 1979 YG1, 1985 BK2, 1988 UR1, 4584 Akan) — астероїд головного поясу, відкритий 16 березня 1990 року.
Тіссеранів параметр щодо Юпітера — 3,287.